# Servílio de Oliveira
Servílio de Oliveira (ur. 6 maja 1948 w São Paulo) – brazylijski bokser wagi muszej. W 1968 roku na letnich igrzyskach olimpijskich w Meksyku zdobył brązowy medal. Był pierwszym brazylijskim medalistą olimpijskim w boksie.